# 巴尔西亚尔德拉洛马
巴尔西亚尔德拉洛马，是西班牙卡斯蒂利亚-莱昂巴利亚多利德省的一个市镇。总面积27平方公里，总人口155人（2001年），人口密度6人/平方公里。